# 이시즈 정류장
이시즈 정류장(일본어: 石津停留場, いしづていりゅうじょう)은 일본 오사카부 사카이시 니시구에 있는 한카이 전기 궤도의 정류장이다. 역 번호는 HN28이다.

## 역사
- 1912년 4월 1일: 한카이 전기 궤도의 개업으로 영업 개시.
- 1915년 6월 21일: 회사 합병으로 난카이 철도의 역이 됨.
- 1944년 6월 1일: 회사 합병으로 긴키 닛폰 철도의 역이 됨.
- 1947년 6월 1일: 노선 양도로 인하여 난카이 전기철도의 역이 됨.
- 1980년 12월 1일: 노선 양도로 인하여 한카이 전기 궤도의 정거장이 됨.

## 정류장 구조
상대식 승강장 2면 2선의 구조이다.

## 역 주변
- 난카이 전기철도 난카이 본선 이시즈가와 역
- 이시즈 강
- 기타바타케 아키이에 공양탑 - 이시즈 전투에서 서거.
- 이시즈타카 신사
- 이시즈 신사

## 사진

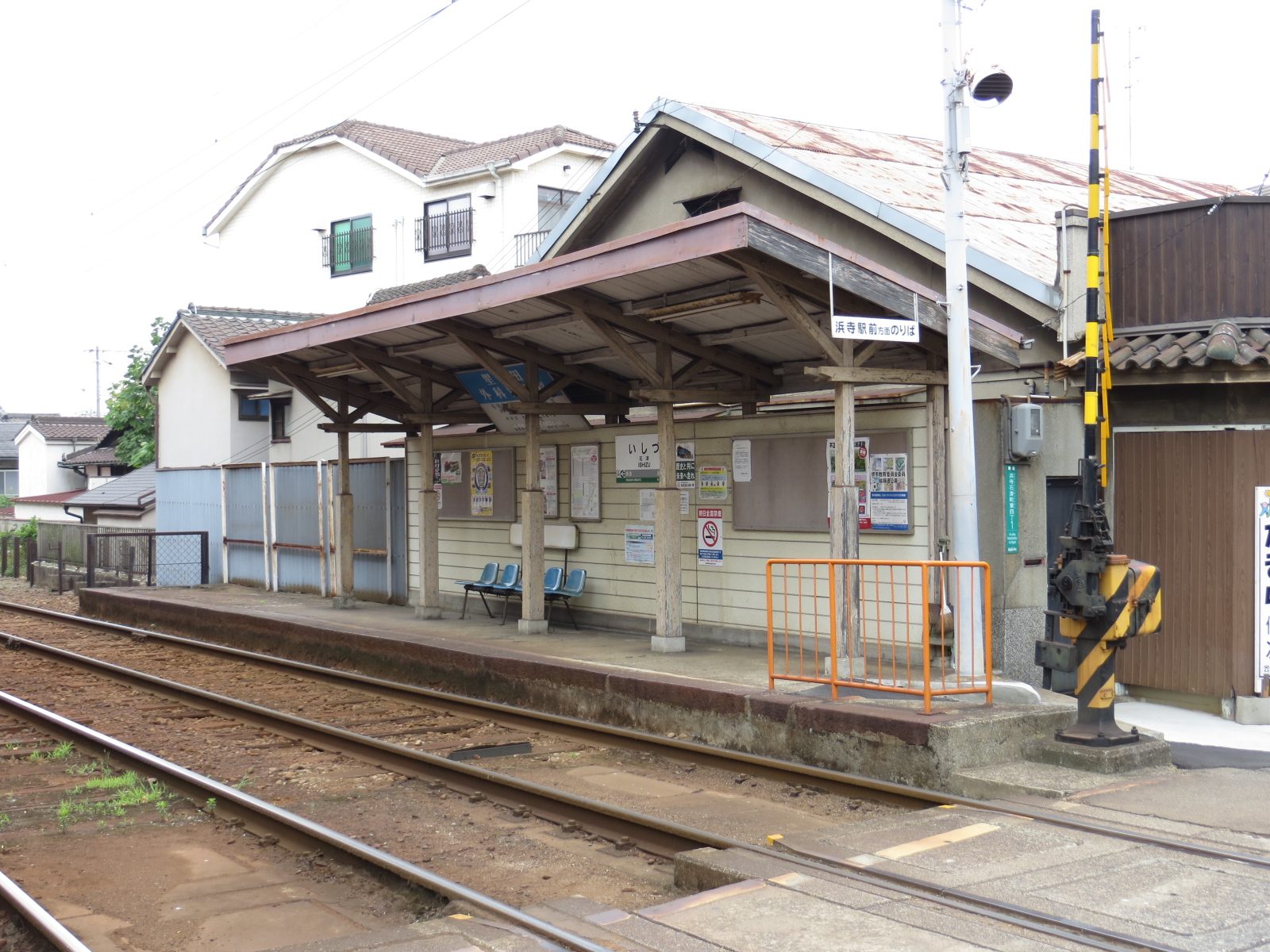
하마데라에키마에 방향 플랫폼
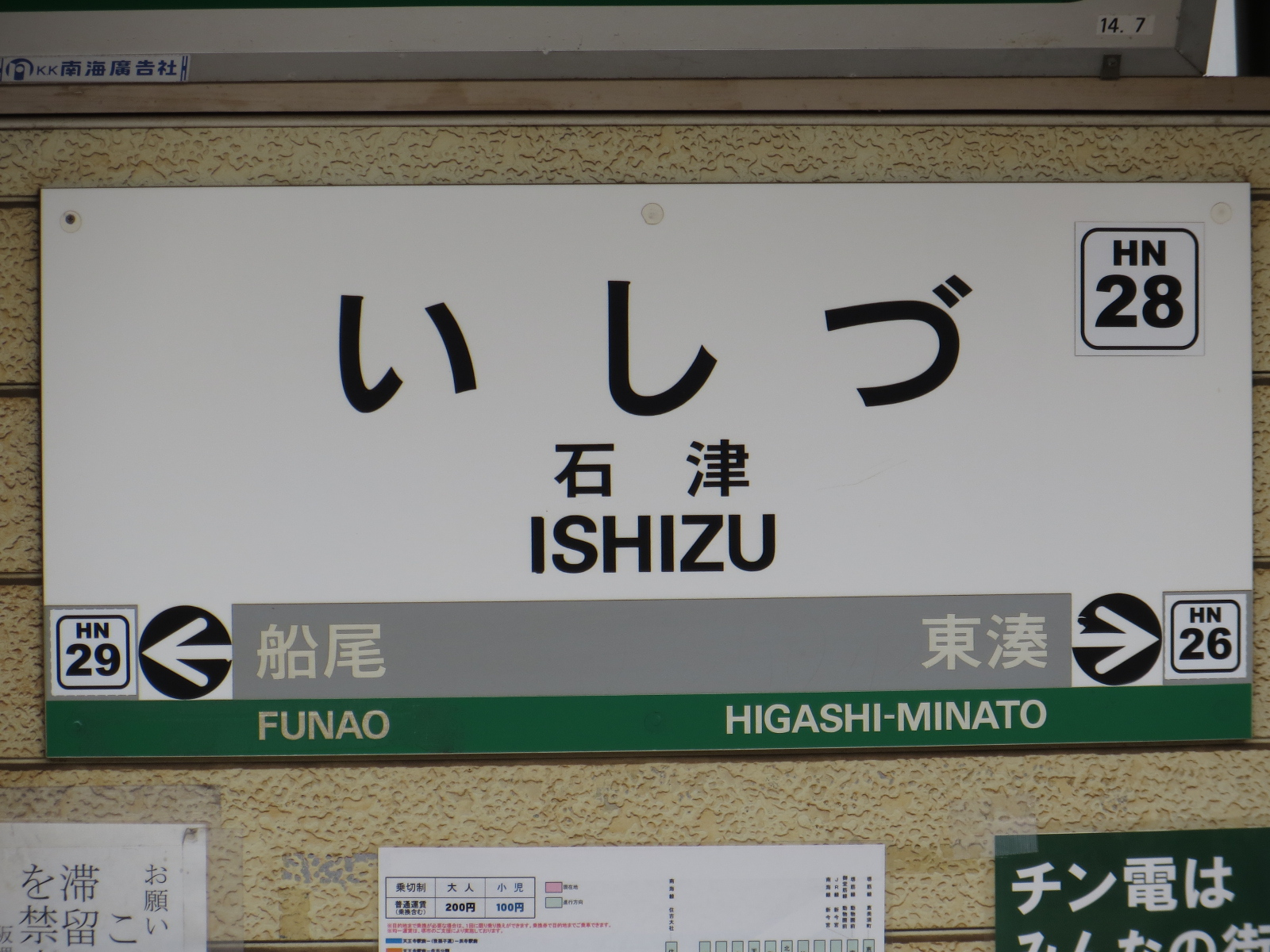
역명판

## 인접역
| 한카이 전기 궤도 ■ 한카이 선  | 한카이 전기 궤도 ■ 한카이 선 | 한카이 전기 궤도 ■ 한카이 선      |
| ----------------------------- | ---------------------------- | --------------------------------- |
| HN27 이시즈키타 에비스초 방면 |                              | 후나오 HN29 하마데라에키마에 방면 |